# Dinar croat
El dinar croat (en croat Hrvatski dinar o, simplement, dinar) fou la unitat monetària de Croàcia entre el 23 de desembre de 1991 i el 30 de maig de 1994. El codi ISO 4217 era HRD. La República Sèrbia de Krajina no usava el dinar croat sinó que tenia la seva pròpia moneda, el dinar de la Krajina. No disposava de moneda fraccionària.
Va substituir el dinar iugoslau en termes paritaris (1:1). En realitat es tractava d'una moneda de transició introduïda durant el conflictiu període de secessió croata de Iugoslàvia. Durant la seva curta existència, el dinar va patir una forta devaluació. Fou substituït per la kuna a raó de 1.000 dinars per kuna.
Emès pel Banc Nacional Croat (Hrvatska Narodna Banka), només se'n van imprimir bitllets, no pas monedes, amb el valor d'1, 5, 10, 25, 100, 500 i 1.000 dinars el 1991, als quals se n'hi van afegir de 2.000, 5.000 i 10.000 el 1992 i de 50.000 i 100.000 dinars el 1993. L'anvers de tots els bitllets era el mateix, amb l'efígie del científic ragusà Ruđer Bošković. Al revers dels bitllets fins al de 1.000 dinars s'hi representava la catedral de Zagreb, mentre que els de més valor incloïen l'escultura La història dels croats d'Ivan Meštrović.